# Bogumił Linde
Bogumił Bolesław Juliusz Linde (ur. 14 marca 1947 w Grudziądzu) – polski fizyk i luterański działacz kościelny. 

## Życiorys
Ukończył w 1965 roku II Liceum Ogólnokształcące w Grudziądzu i rozpoczął studia fizyczne na Wydziale Matematyki Fizyki i Chemii Uniwersytetu Wrocławskiego. Tytuł magistra fizyki uzyskał w 1970 roku. Następnie został zatrudniony w Instytucie Fizyki Uniwersytetu Gdańskiego, gdzie pracował przez całą swoją karierę naukową do 2017 roku. Pracę doktorską obronił w 1979 roku na Wydziale Matematyki Fizyki i Chemii Uniwersytetu Gdańskiego. W roku 1988 wyjechał na dwa lata wykładać fizykę i akustykę na algierskim uniwersytecie w Konstantynie. W 1994 roku wyjechał do Turkmenistanu. Prowadził tam badania w Instytucie Fizyki i Technologii Akademii Nauk Turkmenistanu. W 1997 roku Uniwersytet Adama Mickiewicza w Poznaniu nadał mu stopień doktora habilitowanego, w 2016 zaś – nominację profesorską od Prezydenta RP. 
Jest autorem i współautorem ponad 200 publikacji o zasięgu międzynarodowym. Był także członkiem Komitetu Redakcyjnego czasopisma Molecular and Quantum Acoustics. 
Członek Polskiego Towarzystwa Akustycznego, członek Polskiego Towarzystwa Fizycznego, oraz Komitetu Naukowego Polskiej Akademii Nauk (pełnił tam pełnił funkcję sekretarza ds. współpracy zagranicznej oraz przewodniczącego Sekcji Akustyki Molekularnej i Kwantowej PAN). Od roku 2004 także członek International Congress on Ultrasonics (pierwotnie World Congress on Ultrasonics).
Członek Parafii Ewangelicko-Augsburskiej w Gdańsku z siedzibą w Sopocie, władz Diecezji Pomorsko-Wielkopolskiej oraz Synodu Kościoła.

## Odznaczenia
- Brązowy Medal Uniwersytetu Gdańskiego „Bene merito et merenti” (2017)[2]